# Protognathia waegeli
Protognathia waegeli là một loài chân đều trong họ Protognathiidae. Loài này được Kussakin & Rybakov miêu tả khoa học năm 1995.